# Indian Summer (gruppo musicale)
Gli Indian Summer sono stati un gruppo musicale emo statunitense. Attivi brevemente a inizio anni '90, sono considerati fra i pionieri del genere in California assieme a Heroin, Angel Hair, Antioch Arrow e Mohinder.

## Storia
Il gruppo nacque ad Oakland nel 1993 dallo scioglimento dei Sinker, ed era composto dai fratelli gemelli Adam e Seth Nanaa, Marc Bianchi ed Eyad Kaileh. Il nome del gruppo è un omaggio all'omonima canzone dei Doors dall'album Morrison Hotel del 1970. 
La band pubblicò quattro 7" per la Gravity Records, di cui un EP, e tre split con Ordination Of Aaron, Current ed Embassy e apparve in tre compilation con i brani "Wings of an Angel" nella compilation Eucalyptus Compilation (doppio 7") su Tree Records, "Reflections on Milkweed" nella compilation Food Not Bombs (vinile) su Inchworm Records, e "Sugar Pill" nella compilation Ghost Dance (doppio 7") su Slave Cut Records. Nei due anni di attività fece un'intensa attività live suonando circa 100 concerti prima di sciogliersi. Gli Indian Summer si distinguevano per la scelta di non dare alcun titolo ai propri brani, lasciando che fossero i fans a deciderli, e non hanno mai pubblicato un vero album durante la loro attività, in parte per scelta e in parte per le difficoltà economiche del gruppo.
Nel 2002 fu pubblicato dalla Future Recordings Science 1994 che raccoglie i brani dell'EP e dei tre split. L'album è stato inserito da Rolling Stone al 37° posto nella classifica dei migliori album emo. Sempre la Future Recordings ha pubblicato nel 2006 Hidden Arithmetic, un album live composto dalla registrazione di un concerto e di una trasmissione radiofonica in diretta.
Una compilation della loro intera discografia in studio intitolata Giving Birth to Thunder è stata pubblicata da The Numero Group nel 2019. Pitchfork ha selezionato l'album come "Best New Reissue" del settembre 2019. Nel 2020 Vulture ha inserito il brano Angry Son al 19º posto nella classifica delle 100 migliori canzoni emo.

## Discografia

### EP
- Indian Summer (1993, Repercussion Records)
- Current/Indian Summer (1993, Homemade Records)
- Embassy/Indian Summer (1994, Slave Cut Records)
- Speed Kills (1994, Inchworm Records)

### Raccolte
- Science 1994 (2002, Future Recordings)
- Giving Birth to Thunder (2019, The Numero Group)

### Album Live
- Live - Blue Universe (1999, Star 13)
- Hidden Arithmetic (2006, Future Recordings)